# سیارک ۳۳۱۰۳
سیارک ۳۳۱۰۳ (به انگلیسی: 33103 Pintar، نامگذاری:1997YA12) سی و سه هزار و صد و سومین سیارک کشف شده‌است که در ۲۷ دسامبر ۱۹۹۷ کشف شد.